# NGC 7685
NGC 7685 este o galaxie situată în constelația Peștii. A fost descoperită în 30 august 1785 de către William Herschel. Se află la o distanță de 76,43 de megaparseci de Pământ.